# David Shrigley
David Shrigley, né le 17 septembre 1968 à Macclesfield, en Angleterre, est un artiste écossais.

## Biographie
David Shrigley est ancien étudiant en art et design à l'école Polytechnique de Leicester, puis diplômé d'art environnemental à l'école des beaux-arts de Glasgow en 1991. Il commence par éditer une compilation de ses croquis, puis collabore avec quelques quotidiens britanniques : The Independent, The Guardian, New Statesman.

## Œuvre

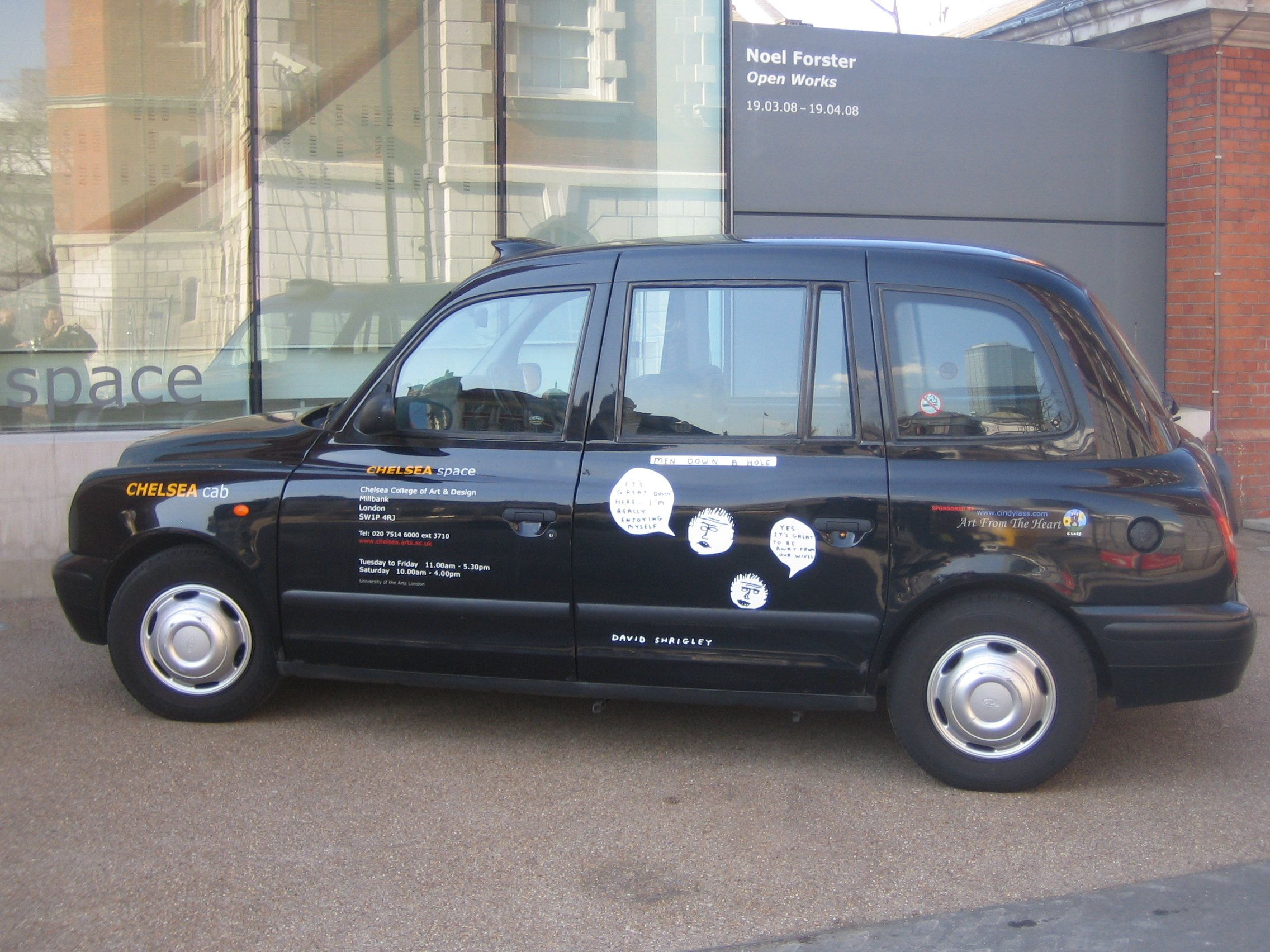
Un dessin de David Shrigley sur un taxi à Chelsea

Son style se caractérise par un trait simpliste et des thèmes volontairement maladroits, le plus souvent accompagné d'une phrase absurde. Le tout évoque un dessin d'enfant chargé d'une lucidité percutante. La grande majorité de ses créations sont imprégnées d'humour, joyeux ou macabre.
David Shrigley ne communique pas de manière extensive sur son travail, car précise-t-il, ses créations comportent déjà une illustration visuelle et textuelle, et qu'il n'a rien à ajouter à la simplicité de l'œuvre présentée.
Le travail de David Shrigley ne se limite pas à une seule discipline artistique. Il produit essentiellement des œuvres graphiques, dessins, éditions, livres d'artistes, mais aussi des sculptures ou des installations.
Il réalise également quelques dessins animés. On lui doit notamment le clip pour la chanson Good Song du groupe Blur ou le clip Agnes, queen of sorrow par Bonnie Prince Billy. 
En 2006, il sort son premier album de slam, Shrigley Forced to Speak With Others.
En 2014, il livre 200 dessins au restaurant londonien Sketch,.
En 2019, il réalise les cartons jaune et rouge pour l'AS Velasca,.

## Expositions
- 2015 : Biennale d'art contemporain de Lyon

## Prix et récompenses
- Prix Turner, 2013[5]

## Décorations
- Ordre de l'Empire britannique à titre civil : Officier (2020)